# Thunder Hill Park
Thunder Hill Park är en park i Kanada.   Den ligger i provinsen British Columbia, i den södra delen av landet, 3 000 km väster om huvudstaden Ottawa. Thunder Hill Park ligger 866 meter över havet. Den ligger vid sjön Columbia Lake.
Terrängen runt Thunder Hill Park är bergig västerut, men österut är den kuperad. Trakten runt Thunder Hill Park är nära nog obefolkad, med mindre än två invånare per kvadratkilometer..
I omgivningarna runt Thunder Hill Park växer i huvudsak barrskog.